# Nanggung (Kopo)
Nanggung is een bestuurslaag in het regentschap Serang van de provincie Banten, Indonesië. Nanggung telt 7451 inwoners (volkstelling 2010).